# Georgiana Paic
Georgiana Narcisa Filip-Paic (ur. 13 września 1985) – rumuńska zapaśniczka walcząca w stylu wolnym. Zajęła jedenaste miejsce na mistrzostwach świata w 2007. Srebrna medalistka mistrzostw Europy w 2011 roku.